# Baleine à bec d'Andrews
Mesoplodon bowdoini
Espèce
Statut de conservation UICN

 DD  : Données insuffisantes
Statut CITES
La baleine à bec d'Andrews (Mesoplodon bowdoini) est une espèce de cétacés de la famille des Ziphiidae et est l'un des membres les plus méconnus d'un genre mal connu. Aussi appelée baleine à bec de Bowdoin, sa dénomination spécifique bowdoini fait référence à George S. Bowdoin, un des donateurs de l'American Museum of Natural History. Cette espèce est remarquable pour ne pas avoir encore été observée dans la nature depuis 2002.

## Description
Les femelles adultes peuvent atteindre les 4,9 m de long, les mâles 4,5 mètres. Le jeune mesure 2 m à sa naissance.
Le corps de la baleine à bec d'Andrews est assez massif comparativement aux autres membres du genre. Le melon est plutôt bas, et le bec est court et épais. La mâchoire inférieure remonte de manière significative avec les dents passant sur le rostre (ou « bec »). La tête a parfois une tache claire sur les côtés, plus importante chez le mâle. Les mâles sont globalement foncés, variant du gris au noir, ont une zone claire sur le dos comme une selle et située entre l'évent et la nageoire dorsale. Ils présentent des cicatrices, comme toutes les espèces du genre Mesoplodon. Les femelles sont gris ardoise avec les flancs et le ventre blanc grisâtre. Les morsures de squalelet féroce sont observables chez les deux sexes.

## Comportement
Le comportement de l'espèce est entièrement méconnu, mais l'on suppose que la mise bas se déroule au printemps et en été au large de la Nouvelle-Zélande.

## Habitat et répartition

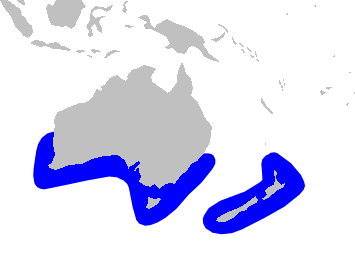
Répartition de la baleine à bec d'Andrews.

La baleine à bec d'Andrews vit dans l'hémisphère sud, et son aire de répartition exacte est incertaine. Quelque 35 spécimens échoués ont été enregistrés en Australie et en Nouvelle-Zélande, l'île Macquarie, les Malouines, au Pays de Galles et dans l'archipel Tristan da Cunha. Des échouages ont été également enregistrés aux Kerguelen. Cette distribution pourrait être circumpolaire, cependant aucune observation n'a étayé cette thèse.